# 川重鉄構工事
川重鉄構工事株式会社（かわじゅうてっこうこうじ）は、かつて福岡県北九州市若松区に本社を置き、特殊鋼管構造物の製作・据付などを行っていた企業である。川崎重工業系。2011年（平成23年）10月1日に川重ファシリテック株式会社と合併、同社の九州事業所（若松工場）となった。

## 所在地
- 本社・若松工場 - 福岡県北九州市若松区北湊町9-27

## 沿革
- 1964年（昭和39年）4月 - 株式会社九州製作所設立
- 1967年（昭和42年）4月 - 株式会社川重九州製作所に改称
- 1968年（昭和43年）10月 - 現社名に改称
- 1987年（昭和62年）4月 - 福岡営業所開設
- 2011年（平成23年）10月1日 - 川重ファシリテック株式会社と合併、同社の九州事業所（若松工場）となる。

## 主な施工実績
- 北九州メディアドーム（屋根部分、鉄骨軸力ドーム構造）
- さいたまスーパーアリーナ（クリスタルトラス鉄骨工事）
- パークドーム熊本（鋼管リングトラス、二重膜ケーブル構造、不定形鋼管シェル）
- 山梨県笛吹川フルーツ公園（トロピカル温室、くだもの工房、全溶接球体形状鋼管ドーム）
- 仙台空港ターミナルビル（波状形状・連続鋼管トラス骨組）